# Kai Strauss
Kai Strauss (* 15. Mai 1970 in Lengerich (Westfalen)) ist ein deutscher Bluesmusiker, Sänger und Gitarrist.

## Musikalischer Werdegang
Kai Strauss zählt zu einem kleinen Kreis europäischer Bluesmusiker, denen auch amerikanische Kollegen und Kritiker einen authentischen Stil attestieren. Musikalisch aufgewachsen in Deutschlands Blueshochburg Osnabrück, tourte Strauss von 1995 bis 2010 mit der von ihm gegründeten Band The Bluescasters und dem texanischen Sänger und Bluesharp-Spieler Memo Gonzalez durch Europa. Seit 2010 tritt Kai Strauss unter eigenem Namen auf. Zu Strauss' regelmäßigen Aktivitäten zählen ebenfalls musikalische Gastauftritte auf Tonträgern oder bei Konzerten und Tourneen nationaler und internationaler Künstler wie z. B. Lurrie Bell (Chicago), Mike Wheeler (Chicago), Tony Vega (Houston), Steve Guyger, Big Daddy Wilson, Matthew Skoller, Christian Rannenberg u. v. a. 2014 hat der Gitarrist und Sänger die Formation Kai Strauss & The Electric Blues All-Stars ins Leben gerufen und bis heute acht Alben in seiner Funktion als Bandleader veröffentlicht.
Laut Aussage des Fachmagazins Bluesnews gilt Strauss mittlerweile als einer der großen Namen der europäischen Bluesszene. Fünf deutsche Blues Awards, 2014, 2015, 2016, 2018 und 2019 sowie Konzerte in über 20 Ländern sind weitere Eckdaten in Strauss’ Karriere.

## Auszeichnungen
- 2014: Blues in Germany BiG Award „Best Album“ Kai Strauss – Electric Blues[9]
- 2015: Blues in Germany BiG Award „Best Album“ Kai Strauss – I Go By Feel[10]
- 2016: German Blues Awards „Beste Band“ – Kai Strauss & The Electric Blues All-Stars[11]
- 2017: Preis der deutschen Schallplattenkritik: Platz 1 Kategorie „Blues“, Bestenliste 03/2017[12]
- 2018: German Blues Awards Preisträger Kategorie "Gitarre"[13]
- 2019: German Blues Awards „Beste Band“ – Kai Strauss & The Electric Blues All-Stars[14]
- 2021: Preis der deutschen Schallplattenkritik: Bestenliste 01/2021[15]

## Diskografie
| Jahr | Interpret                                            | Titel                               | Label                               | Anmerkungen |
| ---- | ---------------------------------------------------- | ----------------------------------- | ----------------------------------- | --- |
| 1995 | The Bluescasters                                     | Drivin’ With...                     | BC 30395                            | |
| 1995 | B.B. & The Blues Shacks                              | Jive Talk, Slow Walk                | Stumble, CD ST 04 / ET 09           | Gitarre auf: Butterscotch |
| 1996 | The Pink Piano Allstars                              | Fool’s Paradise                     | HVR 0596                            | |
| 1996 | Memo Gonzalez & The Bluescasters                     | Let’s All Get Drunk And Get Tattoed | Stumble CD ST 05 / ET 10            | |
| 1997 | Tommy Schneller                                      | Blown Away                          | Out Of Space Records, 9702          | Gitarre auf: Part Time Love |
| 1998 | Memo Gonzalez & The Bluescasters                     | 10.000 Miles                        | Stumble CD ST 13 / ET 22            | |
| 2000 | Ludwig Seuss                                         | Be My Guest                         | Mystery LC 07682                    | als Gastmusiker |
| 2002 | Big Bones                                            | So Low                              | Out Of Space                        | als Gastmusiker |
| 2003 | Memo Gonzalez & The Bluescasters                     | Big Time In Big D                   | Continental Blue Heaven, CBHCD 2008 | |
| 2003 | Various Artists                                      | Blue Monday Jam Anniversary Night   | Pogo Pop                            | |
| 2006 | Memo Gonzalez & The Bluescasters                     | Live In The UK                      | Crosscut Records, ccd 11092         | |
| 2007 | Doug Jay & The Blue Jays                             | Under The Radar                     | CrossCut Records, ccd 11094         | Gitarre auf: Under The Radar und If It's Love                                                                                       |
| 2007 | Ludwig Seuss                                         | B3 Bounce                           | Downhill Records, München           | als Gastmusiker |
| 2009 | Memo Gonzalez & The Bluescasters                     | Dynomite                            | CrossCut Records, ccd 11099         | |
| 2010 | The Kai Strauss Band feat. Jeffrey Amankwa           | A Good Day                          |                                     | 5 Track Promo EP |
| 2012 | The Kai Strauss Band                                 | This Time                           | Timezone TZ735                      | produziert von Ali Neander (Rodgau Monotones)                                                                                       |
| 2014 | Kai Strauss                                          | Electric Blues                      | Continental Europe, CECD 49         | Gäste: Sugar Ray Norcia, Darrell Nulisch, Sax Gordon, Keith Dunn, Christian Rannenberg, Doug Jay                                    |
| 2014 | Chad Strentz                                         | Shake-Down                          | TreeHouse44                         | als Gastmusiker |
| 2014 | Jerimiah Marques                                     | Down By The River                   | TreeHouse44                         | als Gastmusiker |
| 2015 | Kai Strauss                                          | I Go by Feel                        | Continental Blue Heaven, CBHCD 2027 | Gäste: Mike Wheeler, Sax Gordon, Tony Vega, Tommie Harris, Christian Bleiming                                                       |
| 2015 | Jimmy Reiter                                         | Told You So                         | PogoPop/Membran                     | Gitarre auf: Instinctively Wrong und The Only Thing That’s Wrong With You (Is Him)                                                  |
| 2015 | Big Daddy Wilson                                     | Time                                | Dixiefrog DFGCD 8775                | Gitarre auf: Dead End Road |
| 2016 | Various Artists                                      | 30 Years Blue Monday Blues Jam      | Pogo Pop                            | |
| 2017 | Kai Strauss                                          | Getting Personal                    | Continental Blue Heaven, CBHCD 2030 | Gäste: Big Daddy Wilson, Tony Vega, Sax Gordon                                                                                      |
| 2017 | Christian Rannenberg                                 | Old School Blues Piano Stylings     | Acoustic Music (Rough Trade), 2017  | als Gastmusiker |
| 2017 | Klaus Kilian                                         | Rough Stuff                         | Blues-O-Matic Records LP 01-17      | als Gastmusiker, nur als 10" LP erhältlich                                                                                          |
| 2018 | Kai Strauss                                          | The Blues Is Handmade               | Continental Blue Heaven, CBHLP 2030 | Eine nur auf 180g Vinyl veröffentlichte Zusammenstellung mit Titeln der ersten drei CD-Veröffentlichungen.                          |
| 2018 | Tommie Harris with the R&B Caravan feat. Kai Strauss | Alabama Hambone                     | Styx 1093                           | als Gastmusiker |
| 2019 | Kai Strauss & The Electric Blues All Stars           | Live In Concert                     | Continental Blue Heaven, CBHCD 2032 | Deluxe 2 CD Set, Fold-Out Digipack, Liner Notes by Otis Grand                                                                       |
| 2020 | Kai Strauss                                          | In My Prime                         | Continental Blue Heaven, CBHCD 2038 | Gäste: Sax Gordon, Paul Jobson, Christian Rannenberg; ebenfalls auf Vinyl erschienen CBHLP 2038                                     |
| 2020 | Various Artists                                      | The Lockdown Sessions               | CrossCut Records CCD 11112          | Int. CD-Projekt mit u. a. "World Crisis Blues" (Kai Strauss, Aki Kumar, Fred Kaplan)                                                |
| 2022 | Kai Strauss                                          | Night Shift                         | Continental Blue Heaven, CBHCD 2851 | Gäste: Toronzo Cannon (USA), Ali Neander (D)                                                                                        |
| 2024 | Krissy Mathews                                       | Krissy Mathews & Friends            | Ruf Records                         | als Gastmusiker |
| 2024 | Kai Strauss                                          | Wailin' In Vienna                   | Continental Blue Heaven, CBHCD 2057 | Gäste: Rusty Zinn (USA), Alex Schultz (USA), Sax Gordon (USA) – aufgenommen: Styx Studios Wien 2024, ebenfalls auf Vinyl erschienen |

## Filmografie
- Why Do Germans Love The Blues? Dokumentarfilm von Tino Gonzales, Micha Klinksik, Hubl Greiner, 2016
Der Film hatte seine Premiere anlässlich des Freiburg Blues’n Roots-Festivals 2016.[16]

## Belege
1. ↑  BluesBlues.co.uk: UK album review. 23. November 2020, abgerufen am 25. Februar 2021 (englisch).
2. ↑  BLUES JUNCTION Productions - The Best of 2014...So Far. Abgerufen am 11. April 2018 (englisch).
3. ↑  Freiburg Blues 'N Roots Festival 2015. Archiviert vom Original am 13. März 2016; abgerufen am 11. April 2018 (deutsch).
4. ↑  Tom Carlsson: Osnabrücker Blueslawine - Mike Wheeler. Abgerufen am 11. April 2018 (deutsch).
5. ↑  Tony Vega Band feat. Kai Strauss 2016 - Bluesology. In: Bluesology. (bluesology.eu [abgerufen am 11. April 2018]).
6. ↑  Dirk Föhrs: Neues Album von Kai Strauss. In: bluesnews.de. Verlag Dirk Föhrs, 19. Februar 2019, abgerufen am 12. Januar 2025.
7. ↑  Kai Strauss: Die pure Leidenschaft. Abgerufen am 26. Juli 2017.
8. ↑  Blues Inspiration Stage - 29/07/2017 - LCTO. Abgerufen am 26. Juli 2017 (französisch).
9. ↑  BiG Award 2014 „Best Album“: Kai Strauss – Electric Blues. In: Blues in Germany. 1. Februar 2015 (big-blues.de [abgerufen am 26. Juli 2017]).
10. ↑  BiG Award 2015 „Best Album“: Kai Strauss – I go by feel. In: Blues in Germany. 23. März 2016 (big-blues.de [abgerufen am 26. Juli 2017]).
11. ↑  Gewinner und Preisträger 2016. Archiviert vom Original am 1. Dezember 2017; abgerufen am 26. Juli 2017.
12. ↑  Alm: Bestenliste 3-2017. Abgerufen am 19. August 2017 (deutsch).
13. ↑  Baltic Blues e.V.: Gewinner German Blues Challenge 2018. In: www.blues-baltica.de. Baltic Blues e.V., abgerufen am 19. Juli 2018 (deutsch).
14. ↑  German Blues Awards 2019, Preisträger. Baltic Blues e.V., abgerufen am 2. Dezember 2019.
15. ↑  Preis der deutschen Schallplattenkritik, Bestenliste 01/2021. Abgerufen am 25. Februar 2021.
16. ↑  Why Do Germans Love the Blues? In: HUBL GREINER. (hubl.com [abgerufen am 26. Juli 2017]).

| Personendaten    | Personendaten                                |
| ---------------- | -------------------------------------------- |
| NAME             | Strauss, Kai                                 |
| KURZBESCHREIBUNG | deutscher Bluesmusiker, Sänger und Gitarrist |
| GEBURTSDATUM     | 15. Mai 1970                                 |
| GEBURTSORT       | Lengerich (Westfalen)                        |